# Johann Matthias Korabinsky
Johann Mathias Korabinsky (* 23. Februar 1740 in Eperies; † 23. Juni 1811 in Preßburg) war ein Lehrer, Topograph und Schriftsteller.

Johann Matthias Korabinsky (um 1800) Kupferstich von Putz, nach einer Radierung von Ferdinand Ruscheweyh.

## Leben und Wirken
Johann Mathias Korabinsky (ungarisch: János Mátyás Korabinszky slowakisch: Ján Matej Korabinský, deutsche moderne Schreibweise: Johann Matthias) erblickte in der Stadt Eperies (heute Prešov in der Slowakei), in der Scharoscher Gespanschaft des Königreiches Ungarn das Licht der Welt. Zunächst absolvierte er das Gymnasium an seinem Geburtsort und setzte, nachdem er früh verwaist war, ab 1756 seine Schulbildung am evangelischen Lyzeum in Preßburg (heute Bratislava) fort.
An dieser traditionsreichen Bildungsstätte erhielt er nach Abschluss seines Studiums im Jahre 1759 auch eine Anstellung als Lehrer. Neben seiner Lehrtätigkeit am Lyzeum gründete er bald ein Mädcheninstitut, in dem Töchter der höheren Stände vielseitigen Unterricht erhielten und in dem der Lehrplan der Schülerinnen auch die Aneignung der ungarischen und französischen Sprache eine sehr wichtige Rolle spielte. 
Nach sieben Jahren musste Korabinsky angesichts dürftiger Teilnehmerzahlen und seiner schlechten Finanzsituation die Bildungsanstalt aufgeben. Daraufhin unternahm er ab dem Jahre 1769 eine Studienreise durch Deutschland. Auf dieser Reise besuchte er zunächst einige soziale Institutionen und etliche fortschrittliche Bildungseinrichtungen. Alsdann verweilte er bei seinem in der Grafschaft Oldenburg lebenden Onkel und folgte schließlich der Einladung seines Landsmannes, des an der Alma Ernestina in Rinteln lehrenden Gottfried Schwarz. 
Korabinsky richtete sich hier nun für einen längeren Studienaufenthalt ein und übernahm dazu eine Erzieher- und Hauslehrerstelle beim einheimischen Freiherrn von Hammerstein. Neben seiner Arbeit besuchte er die Universität und studierte Theologie, Geschichte und Philosophie bei den Herren, Schrader, Müller und Winpacher, ferner genoss er die Gespräche mit seinem Mentor Doktor Schwarz. Nach einem zweijährigen Studium zog es ihn jedoch wieder heimwärts.

[http://digital.onb.ac.at/OnbViewer/viewer.faces?doc=ABO_%2BZ197238202 Korabinsky, Titelblatt: „Beschreibung der königl. ungarischen Haupt- Frey- und Krönungsstadt Preßburg“ von 1784.

Nach Preßburg zurückgekehrt nahm er zunächst eine Erzieherstelle im Hause des Herrn von Vörös an. Danach beteiligte er sich an der Buchhandlung und Druckerei des Verlegers Johann Michael Landerer, dem Herausgeber der seit 1764 erscheinenden Preßburger Zeitung. Ab 1774 übernahm Korabinsky die Schriftleitung des renommierten Blattes und prägte nun, als verantwortlicher Redakteur, bis 1784 den Stil dieser Zeitung. Ebenso gelang es ihm, in jener Epoche, etliche seiner literarischen Werke zu publizieren. 
Im Jahre 1780 erwarb Korabinsky für 1000 Gulden eine Bibliothek, die von der Stadt Preßburg zu Gunsten des Pupillenamtes beschlagnahmt und zum Kauf angeboten wurde. Für diese beträchtliche Summe, für die sich auch sein Schwager verbürgte, musste er schließlich seinen gesamten Besitz der Stadt Preßburg als Sicherheit abtreten. Ebenfalls 1780 stellte er ein Ansuchen zur Bewilligung der Buchhandelsfreiheit für die Stadt Preßburg. Seine Bewerbung blieb jedoch erfolglos.
Zu Beginn des Jahres 1785 begab sich Korabinsky abermals auf eine längere Bildungsreise die ihn erneut durch die deutschen Länder führte. Dabei besuchte er die Freimaurer-Schule in Dresden, das Philanthropinum in Dessau, die Landschule des Herrn von Rochow in Reckahn sowie die Handlungsschule in Magdeburg. Großes Interesse zeigte er auch für das Taubstummeninstitut des Samuel Heinicke in Leipzig, das Waisenhaus in Halle und das große Potsdamer Militärwaisenhaus. Nach einem Aufenthalt in Berlin, bei dem er neben der Singschule auch das Schullehrerseminar begutachtete, wandte er sich wieder seiner Heimatstadt Preßburg zu.
Zu Hause angekommen beteiligte er sich als Gesellschafter am aufstrebenden Geschäft des Buchdruckers Simon Peter Weber, der seit 1783 in der Michaelergasse in Preßburg eine kleine Buchdruckerei führte und die Eröffnung einer Buchhandlung beabsichtigte. Im „Weber- und Korabinskyschen Verlag“ erschien dann Korabinskys Hauptwerk, das „Producten-Lexikon Ungarns“ und andere seiner Arbeiten. Nachdem sich Kontroversen in der Zusammenarbeit einstellten, beendeten Korabinsky und Weber zum Jahresende 1787 ihre Geschäftsbeziehungen.
Im Laufe des Jahres 1788 geriet Korabinsky in enorme wirtschaftliche Schwierigkeiten. Nachdem er mit den Tilgungen aus dem Bibliothekenkauf gegenüber der Stadt Preßburg in Rückstand geriet und sein Schwager ebenfalls auf Rückzahlung der Bürgschaft drängte, musste er sich im August 1789 der Vollstreckung unterwerfen. Es „wurde sein Gewölb und seine ganze Habschaft gesperrt, und so seinem bürgerlichen Daseyn in Preßburg ein trauriges Ende bereitet.“

Korabinsky: Titelblatt, Atlas des Königreichs Ungarn 1804.

Nachdem Korabinsky sein gesamtes Vermögen eingebüßt und auch die Pressburger Bürgerrechte verloren hatte, emigrierte er im Oktober 1789 nach Wien und fand bei einem guten Freund Unterkunft. Hier in Wien war sein größtes Bestreben Geldgeber zu finden, um seine in Manuskriptform vorliegenden Ausarbeitungen publizieren zu können. Anfangs unterstützte ihn der Präfekt der Kaiserlichen Hofbibliothek, Gottfried van Swieten mit Rat und Tat. Für das Buch, Lexikon des Königreichs Croatien und Slavonien, fand er schließlich mit dem Wiener Buchhändler Oehler einen Geschäftsmann, der den Druck übernehmen wollte. Als jedoch die Druckkosten nicht mehr gedeckt waren, stellte Oehler nach dem 18. Druckbogen die Arbeiten ein. 
Korabinsky nahm nun im Hause der Wiener Fabrikantenfamilie Hornbostel die Stelle eines Hauslehrers an. Diese Position erlaubte es ihm, neben der Unterrichtung der Kinder, seine literarischen Tätigkeiten weiterzuführen. In diesen Jahren entstand der Handatlas von Ungarn und die Wasser- und Producten-Karte Ungarns, dessen Drucklegung durch die beiden ungarischen Magnaten Nicolaus Forgacz und Ferenc Széchényi, finanziell gefördert wurde. Als im Juni 1809 Christian Gottlieb Hornbostel verstarb und Korabinsky dadurch seine Lehrerstelle verlor, zog er zu seiner Tochter nach Preßburg und lebte in deren Haushalt in bescheidenen Verhältnissen. Ab dem Jahre 1810 erhielt er dann, durch Erzherzog Josef Anton, dem ungarischen Palatin, eine jährliche Pension in Höhe von 400 Gulden. Diese Rente konnte Korabinsky allerdings nicht mehr allzu lange genießen, denn bereits im Juni 1811 verstarb er 71-jährig in Preßburg.

## Werke (Auswahl)
- Almanach von Ungarn auf das Jahr 1778. Wien und Pressburg, 1778.
- Beschreibung der königl. ungarischen Haupt- Frey- und Krönungsstadt Pressburg, erster Teil, Preßburg [1784].
- Geographisch-historisches und Producten-Lexikon von Ungarn. Mit einer Postkarte. Pressburg, 1786.
- Abbildungen verschiedener Familienwappen in Ungarn, erstes Hundert, Pressburg, 1787.
- Versuch eines kleinen türkischen Wörterbuchs mit beigesetzten deutsch-ungrisch und böhmischen Bedeutungen, nebst einer kurz gefassten türkischen Sprachlehre. Pressburg, 1788. Digitalisat via EOD Mährische Landesbibliothek in Brünn. Digitalbuch
- Atlas regni Hungariae portatilis. Neue vollständige Darstellung des Königreiches Ungarn auf LX Tafeln. Wien, 1804.